# Blatnice (Vysočina)
Blatnice é uma comuna checa localizada na região de Vysočina, distrito de Třebíč.